# Алісса Карсон
Алісса Карсон (англ. Alyssa Carson; нар. 10 березня 2001) — американська космічна ентузіастка та студентка. Відома тим, що відвідувала численні космічні табори та центри відвідувачів НАСА у дев'яти штатах разом зі своїм батьком Бертом Карсоном.

## Ранні роки життя та освіта
Карсон народилась 10 березня 2001 року в Гаммонді, штат Луїзіана, єдина дочка одинокого батька Берта Карсона. У 2019 році закінчила Міжнародну школу Батон-Руж.
Карсон відвідала свій перший космічний табір у Гантсвіллі, штат Алабама, у віці семи років, а потім відвідала ще шість. Вона залишається єдиною особою, яка відвідала кожен із запропонованих космічних таборів, у тому числі в Туреччині та Канаді. Вона також відвідувала літній табір Саллі в Массачусетському технологічному інституті в Бостоні.
Її брендинг «NASA Blueberry», що використовується на її вебсайті та платформах соціальних мереж, базується на позивному, який вона обрала в космічному таборі.
У 16 років вона взяла участь у космічній академії Advanced PoSSUM (проект Polar Suborbital Science in the Upper Mesosphere). У 18 років Карсон отримала посвідчення пілота. Її тренінг також включав виживання у воді, силові тренування, мікрогравітаційні польоти, отримання акваланга та тренування з декомпресії.
Карсон відвідувала заняття з космічної фізіології в Аеронавігаційному університеті Ембрі-Ріддл. Станом на  2019, вона вивчає астробіологію у Флоридському технологічному інституті.

## Кар'єра
У 2014 році Карсон була першою особою, яка завершила «Паспортну програму NASA», відвідавши кожен з чотирнадцяти центрів відвідувачів NASA у дев'яти штатах. Потім її запросили взяти участь учасником дискусії в MER (Mars Exploration Rover) 10 Panel у Смітсонівському національному музеї авіації та космосу у Вашингтоні, округ Колумбія. Карсон була присутня у ток-шоу Стіва Харві у 2014 році і у документальному фільмі 2017 року «Покоління Марса».
Карсон у видавничій книзі «Так ти хочеш бути космонавтом» (2018) розповідає про свою пристрасть до космічних польотів і також написала для The Independent. Вона виступила з доповідями на TEDx, закликаючи молодих дівчат вибирати кар'єру в STEM у Каламаті, Греція (2014), Бухаресті, Румунія (2018), та Клагенфурті, Австрія (2019).
Незважаючи на те, що засоби масової інформації часто описуються її як «космонавт у навчанні», Карсон не пов'язана з жодною національною космічною програмою. NASA публічно заявило, що організація «не має офіційних зв'язків з Алісою Карсон» і окремо, що «хоча пані Карсон використовує» NASA «у назві свого вебсайту та у Twitter, і в Instagram, ми взагалі не пов'язані з нею». У 2019 році Newsweek виправив заголовок, який мав на увазі, що навчання Карсона пов'язане з NASA. Snopes.com також виділив сторінку для роз'яснення тверджень, в якій йдеться про те, що «Карсон не пов'язана з NASA або не готується до того, щоб стати космонавтом або взяти участь у першій місії людини на Марс».
У 2019 році Карсон з'явилась в епізоді Ryan's Mystery Playdate. Також у неї часто беруть інтерв'ю, щоб обговорити її мету дитинства — стати космонавтом і відправитися на Марс. Карсон також брала участь у декількох космічних продуктах, включаючи «космічний багаж», розроблений студією Horizn Studios, та участь у команді у випробуванні скафандру Final Frontier Design для штаб-квартири Канадського космічного агентства. Карсон рекламує взуття для Nike та побутову техніку для SodaStream.

## Нагороди
У 2017 році Карсон була нагороджена як одна із дев'яти молодих героїв Луїзіани, нагородою, яку громадські телерадіокомпанії Луїзіани присудили винятковим старшокласникам. У 2019 році Аліссі було вручено премію Esprit de Femme від Жіночого центру LSU, яка була наймолодшим отримувачем цієї нагороди на сьогодні. Журнал «Життя Луїзіани» відзначив Карсон як «Луїзіанина року 2020» у категорії «Наука».